# Tibolón (Sotuta)
Tibolón es una localidad del municipio de Sotuta en el estado de Yucatán, México.

## Toponimia
El nombre (Tibolón) proviene del idioma maya significando fuimos engañados o lugar donde nos hundimos, según otra versión. 

## Historia
Fue fundada antes de la llegada de los españoles supuestamente por un integrante de la familia maya de los Cocom, gobernantes de la región. Los Cocom fue una de las grandes familias mayas así como los Xiu y los Itzaes entre otros. Esa familia era famosa por su habilidad combativa y mantenían un roce directo con los Xiu el cual no está bien documentado. El Calpulli de Tibolón sobrevivió, se cree que porque se encontraba lejos de las zonas de batalla. Los vestigios de la comunidad maya en la actualidad se encuentran enterrados y cubiertos en forma de cerros dentro de la misma comunidad. La iglesia de Tibolón tiene como cimientos parte de esa monumental cultura. 
Más adelante, después de la conquista de Yucatán, Tibolón se convirtió en hacienda.

## Fiestas del pueblo
De las fiestas conmemorativas del pueblo, la más importante es la que se lleva a cabo para conmemorar a la virgen de la Candelaria, patrona de la localidad; se celebra del 28 de enero al 2 de febrero con bailes, corrida de toros, vaquerías y por supuesto eventos religiosos.

## Demografía
Según el censo de 2005 realizado por el INEGI, la población de la localidad era de 1544 habitantes, de los cuales 778 eran hombres y 766 eran mujeres.
| 180                         | 183 | 495 | 597 | 530 | 756 | 752 | 968 | 866 | 1300 | 1382 | 1486 | 1544 |
| (Fuente: INEGI [Consultar]) |     |     |     |     |     |     |     |     |      |      |      |      |